# Japan Open Tennis Championships 2012 - Qualificazioni singolare
Le qualificazioni del singolare  del Japan Open Tennis Championships 2012 sono state un torneo di tennis preliminare per accedere alla fase finale della manifestazione. I vincitori dell'ultimo turno sono entrati di diritto nel tabellone principale. In caso di ritiro di uno o più giocatori aventi diritto a questi sono subentrati i lucky loser, ossia i giocatori che hanno perso nell'ultimo turno ma che avevano una classifica più alta rispetto agli altri partecipanti che avevano comunque perso nel turno finale.

## Teste di serie
1. Grigor Dimitrov (Qualificato)
2. Ivo Karlović (ultimo turno)
3. Serhij Stachovs'kyj (Qualificato)
4. Dmitrij Tursunov (Qualificato)

1. Philipp Petzschner (ultimo turno)
2. Vasek Pospisil (ultimo turno)
3. Marco Chiudinelli (Qualificato)
4. Dušan Lajović '(Ultimo turno)

## Qualificati
1. Grigor Dimitrov
2. Marco Chiudinelli

1. Serhij Stachovs'kyj
2. Dmitrij Tursunov

## Tabellone

### Legenda
| - Q = Qualificato - WC = Wild card - LL = Lucky loser | - ALT = Alternate - SE = Special Exempt - PR = Protected Ranking | - w/o = Walkover - r = Ritirato - d = Squalificato |

### Sezione 1
|  | Primo turno | Primo turno     | Primo turno     | Primo turno | Primo turno |  |  | Ultimo turno | Ultimo turno    | Ultimo turno | Ultimo turno | Ultimo turno |  |
|  |             |                 |                 |             |             |  |  |              |                 |              |              |              |  |
|  | 1           | Grigor Dimitrov | Grigor Dimitrov | 7           | 6           |  |  |              |                 |              |              |              |  |
|  |             | Hiroki Kondo    | Hiroki Kondo    | 5           | 4           |  |  | 1            | Grigor Dimitrov | 6            | 65           | 6            |  |
|  |             | Riccardo Ghedin | Riccardo Ghedin | 63          | 4           |  |  | 6            | Vasek Pospisil  | 4            | 7            | 2            |  |
|  | 6           | Vasek Pospisil  | Vasek Pospisil  | 7           | 6           |  |  |              |                 |              |              |              |  |

### Sezione 2
|  | Primo turno | Primo turno       | Primo turno       | Primo turno | Primo turno |  |  | Ultimo turno | Ultimo turno      | Ultimo turno | Ultimo turno | Ultimo turno |  |
|  |             |                   |                   |             |             |  |  |              |                   |              |              |              |  |
|  | 2           | Ivo Karlović      | Ivo Karlović      | 6           | 6           |  |  |              |                   |              |              |              |  |
|  |             | Yasutaka Uchiyama | Yasutaka Uchiyama | 4           | 2           |  |  | 2            | Ivo Karlović      | 3            | 7            | 65           |  |
|  | WC          | Hiroyasu Ehara    | Hiroyasu Ehara    | 4           | 3           |  |  | 7            | Marco Chiudinelli | 6            | 6            | 7            |  |
|  | 7           | Marco Chiudinelli | Marco Chiudinelli | 6           | 6           |  |  |              |                   |              |              |              |  |

### Sezione 3
|  | Primo turno | Primo turno         | Primo turno       | Primo turno | Primo turno |  |  | Ultimo turno | Ultimo turno        | Ultimo turno | Ultimo turno | Ultimo turno |  |
|  |             |                     |                   |             |             |  |  |              |                     |              |              |              |  |
|  | 3           | Serhij Stachovs'kyj | 4                 | 7           | 7           |  |  |              |                     |              |              |              |  |
|  |             | Toshihide Matsui    | 6                 | 64          | 5           |  |  | 3            | Serhij Stachovs'kyj | 4            | 7            | 6            |  |
|  | WC          | Shuichi Sekiguchi   | Shuichi Sekiguchi | 1           | 5           |  |  | 8            | Dušan Lajović       | 6            | 5            | 0            |  |
|  | 8           | Dušan Lajović       | Dušan Lajović     | 6           | 7           |  |  |              |                     |              |              |              |  |

### Sezione 4
|  | Primo turno | Primo turno        | Primo turno      | Primo turno | Primo turno |  |  | Ultimo turno | Ultimo turno       | Ultimo turno       | Ultimo turno | Ultimo turno |  |
|  |             |                    |                  |             |             |  |  |              |                    |                    |              |              |  |
|  | 4           | Dmitrij Tursunov   | Dmitrij Tursunov | 6           | 7           |  |  |              |                    |                    |              |              |  |
|  | WC          | Kaichi Uchida      | Kaichi Uchida    | 4           | 6           |  |  | 4            | Dmitrij Tursunov   | Dmitrij Tursunov   | 6            | 6            |  |
|  |             | Kento Takeuchi     | 7                | 4           | 3           |  |  | 5            | Philipp Petzschner | Philipp Petzschner | 1            | 4            |  |
|  | 5           | Philipp Petzschner | 64               | 6           | 6           |  |  |              |                    |                    |              |              |  |